# Alkis Panayotopoulos
Alkis Panayotopoulos (født 1950 i Athen, Grækenland) er en græsk komponist og dirigent.
Panayotopoulos studerede på Hellenic Musikkonservatorium hos Giannis Papaioannou, og dernæst hos Harald Genzmer i München.
Han har skrevet 10 symfonier, orkesterværker, sinfonietta, kammermusik, symfoniske digtninge etc.'
Panayotopoulos har siden (1995) været chefdirigent for Bulgariens Symfoni Orkester.

## Udvalgte værker
- Symfoni nr. 1 (1975) - for orkester
- Symfoni nr. 2 "Goetz Von Berlichingen" (1978) - for orkester
- Symfoni nr. 3 "Josef K" (1981) - for orkester
- Symfoni nr. 4 "Oswolt Krel" (1991) - for orkester
- Symfoni nr. 5 "Skriget fra fuldmånen" (1998) - for orkester
- Symfoni nr. 6 "Udseende" (2000) - for orkester
- Symfoni nr. 7 "Huse om natten" (2000) - for orkester
- Symfoni nr. 8 (2002) - for orkester
- Symfoni nr. 9 "Mod solen" (2007) - for orkester
- Symfoni nr. 10 "Frimærke" (2007) - for orkester